# Cynometra malaccensis
Espèce
Classification phylogénétique
Statut de conservation UICN

 NT  : Quasi menacé
Cynometra malaccensis est une espèce de plantes à fleurs de famille des Caesalpiniaceae, ou des Fabaceae selon la classification phylogénétique.
C'est un arbre tropical originaire d'Asie.

## Synonymes
- Cynometra elmeri Roxb.
- Cynometra inaequifolia auct. non. A. Gray
- Cynometra polyandra Roxb.
- Maniltoa polyandra Harms.

## Répartition
- C. malaccensis: Inde, Malaisie, Thailande
- C. inaequifolia  : Malaisie, Sabah, Philippines

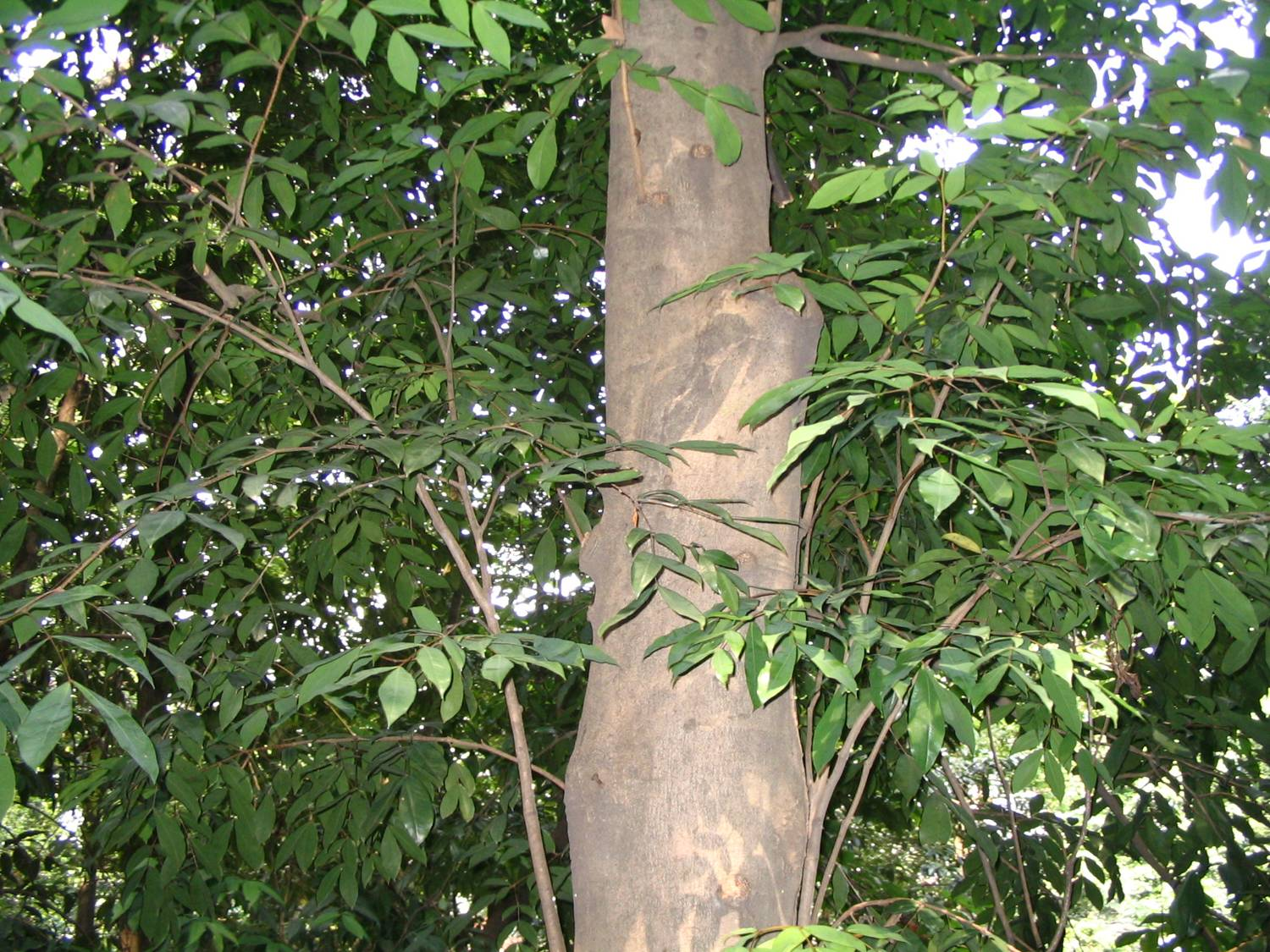
Cynometra malaccensis.
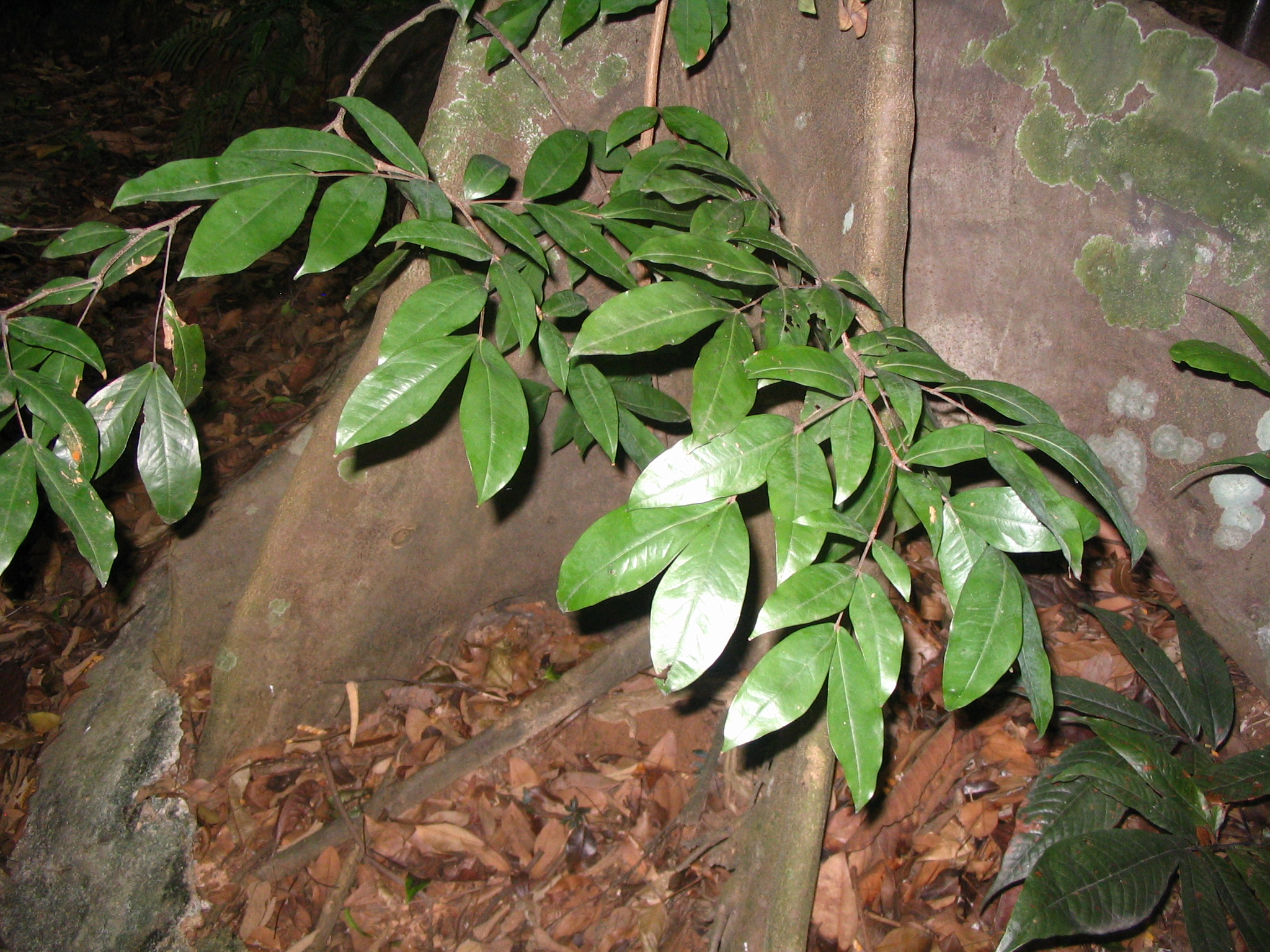
Cynometra malaccensis.

## Description
- Arbre de taille moyenne, atteignant une hauteur de 50 mètres.
- Feuilles opposées